# Josef Paech
Josef Paech (ur. 1880 w Pszczewie, zm. 1942 w Poznaniu) – niemiecki kanonik kapituły katedralnej w Poznaniu, administrator apostolski tzw. Kraju Warty.

## Życiorys
W 1901 zdał maturę w Międzyrzeczu. Kontynuował naukę w Seminarium Duchownym w Poznaniu. 17 grudnia 1904 w Gnieźnie odebrał święcenia kapłańskie. Od 1904 do 1908 studiował w Münster, na Westfalskim Uniwersytecie Wilhelma. W 1908 otrzymał tytuł doktora teologii. Od 1909 był nauczycielem Seminarium Nauczycielskiego w Rawiczu, a od 1911 w Szkole Ludwiki w Poznaniu. 1 lipca 1915 został kanonikiem kapituły poznańskiej – Niemcy mogli być mianowani z ograniczeniami na to stanowisko w myśl bulli De salute animarum wydanej przez Piusa VII jeszcze w 1821. Od 1916 do 1920 redagował w Poznaniu pismo dla wielkopolskich Niemców-katolików zatytułowane „Katholischer Wegweiser”. 
Został administratorem apostolskim tzw. Kraju Warty, ale zrezygnował z tego stanowiska z uwagi na zły stan zdrowia (choroba serca) 2 maja 1942. Zmarł w następnym roku. Na stanowisku zastąpił go franciszkanin Hilarius Breitinger.